# Olympische Jugend-Sommerspiele 2014/Teilnehmer (Bermuda)
| Gelbes Symbol für Goldmedaillen mit stilisierten Olympischen Ringen | Graues Symbol für Silbermedaillen mit stilisierten Olympischen Ringen | Braundes Symbol für Bronzemedaillen mit stilisierten Olympischen Ringen |
| ------------------------------------------------------------------- | --------------------------------------------------------------------- | ----------------------------------------------------------------------- |
| —                                                                   | —                                                                     | —                                                                       |

Die Jugend-Olympiamannschaft aus Bermuda für die II. Olympischen Jugend-Sommerspiele vom 16. bis 28. August 2014 in Nanjing (Volksrepublik China) bestand aus sieben Athleten.

## Athleten nach Sportarten

### Leichtathletik
| Mädchen - Faheema Scraders 800 m: 9. Platz 8 × 100 m Mixed: 5. Platz | Jungen - Kionje Somner 200 m: 14. Platz 8 × 100 m Mixed: 18. Platz - Jah-Nhai Perinchief Hochsprung: 8. Platz 8 × 100 m Mixed: 40. Platz |

### Schwimmen
Jungen
- Jesse Washington
100 m Freistil: 34. Platz
100 m Schmetterling: 23. Platz

### Segeln
Mädchen
- Cecilia Wollmann
Byte CII: 10. Platz

### Triathlon
| Mädchen - Erica Hawley Einzel: 29. Platz Mixed: 16. Platz (im Team Welt 2) | Jungen - Tyler Smith Einzel: 19. Platz Mixed: 11. Platz (im Team Amerika 3) |